# Diego Rico
Diego Rico Salguero (Burgos, 23 februari 1993) is een Spaans voetballer die doorgaans speelt als linksback. In juli 2024 verruilde hij Real Sociedad voor Getafe.

## Clubcarrière
Rico speelde in de jeugd van Burgos Promesas en kwam in 2011 terecht in de opleiding van Real Zaragoza. Hij maakte zijn debuut op 14 september 2013, toen met 3–0 gewonnen werd van Tenerife. De verdediger mocht in de basis beginnen en hij speelde het gehele duel mee. Na drie seizoenen overwegend als basisspeler te hebben gefungeerd in de Segunda División, verkaste Rico in augustus 2016 voor circa één miljoen euro naar Leganés. Bij de club in de Primera División zette hij zijn handtekening onder een verbintenis voor de duur van vier seizoenen. Na één seizoen werd dit contract met een jaar verlengd tot medio 2021.
Rico maakte medio 2018 de overstap naar Bournemouth, dat circa twaalf miljoen euro voor hem betaalde. In Engeland tekende hij voor vier seizoenen. Drie seizoenen later keerde Rico voor een half miljoen euro terug naar Spanje, toen hij voor twee jaar tekende bij Real Sociedad. In maart 2023 werd zijn verbintenis opengebroken en met twee seizoenen verlengd tot medio 2025. Op de slotdag van de transferperiode aan het begin van het seizoen 2023/24 nam Getafe de verdediger op huurbasis over. Na afloop van deze verhuurperiode nam Getafe hem definitief over en hij tekende een contract voor twee jaar.

## Clubstatistieken
| Seizoen | Club          | Competitie       | Competitie | Competitie | Beker | Beker | Internationaal | Internationaal | Totaal | Totaal |
| Seizoen | Club          | Competitie       | Wed.       | Dlp.       | Wed.  | Dlp.  | Wed.           | Dlp.           | Wed.   | Dlp.   |
| ------- | ------------- | ---------------- | ---------- | ---------- | ----- | ----- | -------------- | -------------- | ------ | ------ |
| 2013/14 | Real Zaragoza | Segunda División | 30         | 2          | 1     | 0     | —              | —              | 31     | 2      |
| 2014/15 | Real Zaragoza | Segunda División | 37         | 2          | 1     | 0     | —              | —              | 38     | 2      |
| 2015/16 | Real Zaragoza | Segunda División | 39         | 1          | 1     | 0     | —              | —              | 40     | 1      |
| 2016/17 | Leganés       | Primera División | 25         | 1          | 0     | 0     | —              | —              | 25     | 1      |
| 2017/18 | Leganés       | Primera División | 26         | 2          | 7     | 1     | —              | —              | 33     | 3      |
| 2018/19 | Bournemouth   | Premier League   | 12         | 0          | 4     | 0     | —              | —              | 16     | 0      |
| 2019/20 | Bournemouth   | Premier League   | 27         | 0          | 2     | 0     | —              | —              | 29     | 0      |
| 2020/21 | Bournemouth   | Championship     | 33         | 1          | 5     | 0     | —              | —              | 38     | 1      |
| 2021/22 | Real Sociedad | Primera División | 21         | 0          | 3     | 0     | 2              | 0              | 26     | 0      |
| 2022/23 | Real Sociedad | Primera División | 20         | 0          | 4     | 0     | 7              | 1              | 31     | 1      |
| 2023/24 | → Getafe      | Primera División | 32         | 0          | 3     | 0     | —              | —              | 35     | 0      |
| 2024/25 | Getafe        | Primera División | 0          | 0          | 0     | 0     | —              | —              | 0      | 0      |
| Totaal  | Totaal        | Totaal           | 302        | 8          | 35    | 1     | 9              | 1              | 346    | 10     |

Bijgewerkt op 26 juli 2024.